# 루터교회 미주리시노드

루터교회 미주리시노드(영어: Lutheran Church–Missouri Synod 이하 LCMS)는 미국 복음주의 루터교회와 함께 미국의 2대 루터교회 가운데 하나이다. 대한민국에 선교사를 파견해 기독교한국루터회를 세우는데 기여하였다. 루터교회 미주리의회라고도 한다.
19세기 초에 독일에서 이민 온 루터교인들이 미국에 정착하였는데, 미주리주에 가장 많이 정착해 이 이름이 생겼다. 1847년 이래로 칼 발터가 몇 차례 의장을 역임하였다. 그 사이에 독일과 북유럽에서 이민 오는 루터교인들을 계속 맞아들여 성장하였다.
19세기-20세기에 걸쳐 여러 차례 이합집산을 겪었으며, 결국 1976년 거의 반수에 가까운 교인들이 미주리 시노드를 탈퇴하여 독자적인 루터교 연합을 결성하고 1988년부터 교단 이름을 미국 복음주의 루터교회(ELCA)라 확정함으로써 미국 루터교회는 양대산맥 체제가 되었다. 한국의 루터교가 바로 미주리 시노드에 근원을 두고 있다.
미주리 시노드는 미대륙 각지에 대학교, 신학교를 운영하며, 본부는 세인트루이스에 있다.

## 같이 보기
- 루터교회
- 기독교한국루터회
- 미국 복음주의 루터교회